# Cynthia Rimsky
Cynthia Rimsky (Santiago de Chile, 1962) es una escritora y académica chilena radicada en Argentina.

## Biografía
Nacida en Santiago de Chile, Rimsky se tituló de periodista en 1984. Ese mismo año realizó prácticas en el diario El Mercurio de Valparaíso y se radicó en esta ciudad.
En 2001 publicó su primera novela, Poste restante, un texto inspirado en su propia travesía por Europa tras encontrar un álbum de fotografías sobre su familia en una feria persa.
En 2017 obtuvo el Premio Municipal de Literatura de Santiago y el Premio Mejores Obras Literarias Publicadas por su novela El futuro es un lugar extraño. Cinco años más tarde, obtuvo el Premio Mejores Obras Literarias Publicadas por su novela Yomurí.
En mayo de 2024 fue reconocida como una de las 50 personas chilenas más creativas por la revista Forbes.En noviembre del mismo año ganó ex aequo el Premio Herralde junto a Xita Rubert, por el libro Clara y confusa, convirtiéndose en la primera mujer chilena y la segunda persona de esa nacionalidad después de Roberto Bolaño.

## Estilo
Su trabajo ha sido descrito como "literatura de viaje" y un tránsito entre "la crónica de viajes, la autobiografía, la autoficción y el ensayo".
El académico Rodrigo Cánovas ha definido sus novelas como parte de las "voces inmigrantes en el relato chileno", junto a Andrea Jeftanovic y Marjorie Agosín.

## Publicaciones
- Poste restante (2001)
- La novela de otro (2004)
- Los perplejos (2009)
- Ramal (2011)
- Fui (2016)
- El futuro es un lugar extraño (2016)
- En obra (2018)
- La revolución a dedo (2020)
- La vuelta al perro (2022)
- Yomurí (2023)
- Clara y confusa (2024)

## Premios y distinciones
- Premio Municipal de Literatura de Santiago (2007) por El futuro es un lugar extraño[5]
- Premio Mejores Obras Literarias Publicadas (2007) por El futuro es un lugar extraño[5]
- Premio Mejores Obras Literarias Publicadas (2012) por Yomurí[6]
- Premio Herralde de Novela (2024) por Clara y confusa[9]